# Centerpartiet
Centerpartiet (C), även kallat Centern, är ett svenskt socialliberalt och grönt politiskt parti, som är ett av de nordiska agrarpartierna. Partiet grundades 1913 under namnet Bondeförbundet; namnbytet till Centerpartiet skedde 1958. Partiledare är sedan 2025 Anna-Karin Hatt.
Partiet ingick på 1930-talet och på 1950-talet i koalitionsregeringar med Socialdemokraterna. På 1970-talet var Centerpartiet det ledande borgerliga partiet och partiledaren Torbjörn Fälldin var Sveriges statsminister 1976–1978 och 1979–1982. Mellan 2004 och 2019 ingick Centerpartiet tillsammans med Moderaterna, Kristdemokraterna och Liberalerna i den borgerliga Alliansen som styrde Sverige 2006–2014.

## Ideologi
Partiet var ursprungligen landsbygdsinriktat och ideologiskt konservativt i och med att man förespråkade sparsamhet med statens pengar. I takt med folkhemmets uppbyggnad, med urbanisering och landsbygdens avfolkning som följd, blev decentralisering partiets främsta ledord. Samtidigt tog liberala strömningar över i partiet och individen betonades. Sedan 2013 definierar partiet sin liberala ideologi som "social, decentralistisk och grön". Viktiga utgångspunkter för Centerpartiet är federalism, öppet samhälle med individen i fokus. Centerpartiet profilerar sig främst inom frågor som rör arbete och företagande, decentralisering och landsbygd, välfärd och miljö.
SVT:s vallokalsundersökning har bland annat frågat väljare i EU-valen hur de placerade sig själva på höger-vänsterskalan. År 2014 betraktade sig 65 procent av centerväljarna som höger, 27 procent som mitten och 8 procent som vänster. Fram till år 2024 minskade andelen s om svarade höger till 34 procent samtidigt som andelen som såg sig själva som vänster ökade till 26 procent. Andelen centerväljare som placerade sig själva i mitten av skalan va det året 40%. Under de tio åren mellan 2014 förändrades alltså centerväljarnas syn på sig själva från absolut övervägande höger till en svag dominans för mitten med ungefär lika stora grupper till höger och till vänster.

## Historia

### Förhistoria (1908–1913)
Centerpartiet är ett av Sveriges äldsta partier och har sin historia i nordisk agrarianism. Förberedelsearbetet för att starta ett bondeparti påbörjades 1908, men det var först när Carl Berglund från Gimmene lät publicera sitt upprop Bröder låtom oss enas! i sin nya tidning Landsbygden som partiarbetet tog verklig fart. Det är därför som dagens Centerparti räknar dagen för publiceringen, den 1 december 1910 som sin födelsedag.

### Grundandet (1913)
Formellt bildades Centerpartiet först 1913 i Falköping, då som Bondeförbundet.

### Oppositionsparti (1913–1936)
Bondeförbundet gick samman med Jordbrukarnas Riksförbund 1921. Partiet bildades som en självständig och folklig politisk kraft inriktad på att föra landsbygdsbefolkningens talan. Före partiets bildande var landsbygdsborna politiskt splittrade och missgynnade i många avseenden. Partiet var ett intresseparti för bönderna och sökte att på olika vis gynna denna grupp.  
1933 antogs ett nytt partiprogram där det bland annat stadgades:
| ” | Som en nationell uppgift framstår den svenska folkstammens bevarande mot inblandning av mindervärdiga utländska raselement samt motverkande av invandring till Sverige av icke önskvärda främlingar. Folkmaterialets bevarande och stärkande är en livsfråga för vår nationella utveckling. | „ |

Samma år, 1933, kom partiet överens med Per Albin Hanssons socialdemokratiska regering om ett ekonomiskt krispaket, den så kallade "kohandeln". I utbyte mot prisregleringar på jordbruksvaror fick regeringen stöd för olika arbetsmarknadsåtgärder. 1936 kunde Bondeförbundet bilda en tremånadersregering. 

### Regeringsparti (1936–1945)
Efter andrakammarvalet 1936 ingick partiet i en koalitionsregering med Socialdemokraterna. Bondeförbundets partiledare Axel Pehrsson-Bramstorp blev jordbruksminister och partiet medverkade också i samlingsregeringen under andra världskriget. När väljarstödet för Socialdemokraterna sviktade några år efter andra världskriget sökte statsminister Tage Erlander stöd hos Bondeförbundet och ett regeringssamarbete kom till stånd 1951 efter Koreakrisens ekonomiska oroligheter. Ett villkor för samarbetet var att Socialdemokraterna lade socialiseringen åt sidan, som Bondeförbundets partiledare Gunnar Hedlund uttryckte det. Hedlund blev inrikesminister, Sam B. Norup blev jordbruksminister, Ivar Persson i Skabersjö blev ecklesiastikminister och Hjalmar Nilson i Spånstad blev konsultativt statsråd med ansvar för vägfrågor.

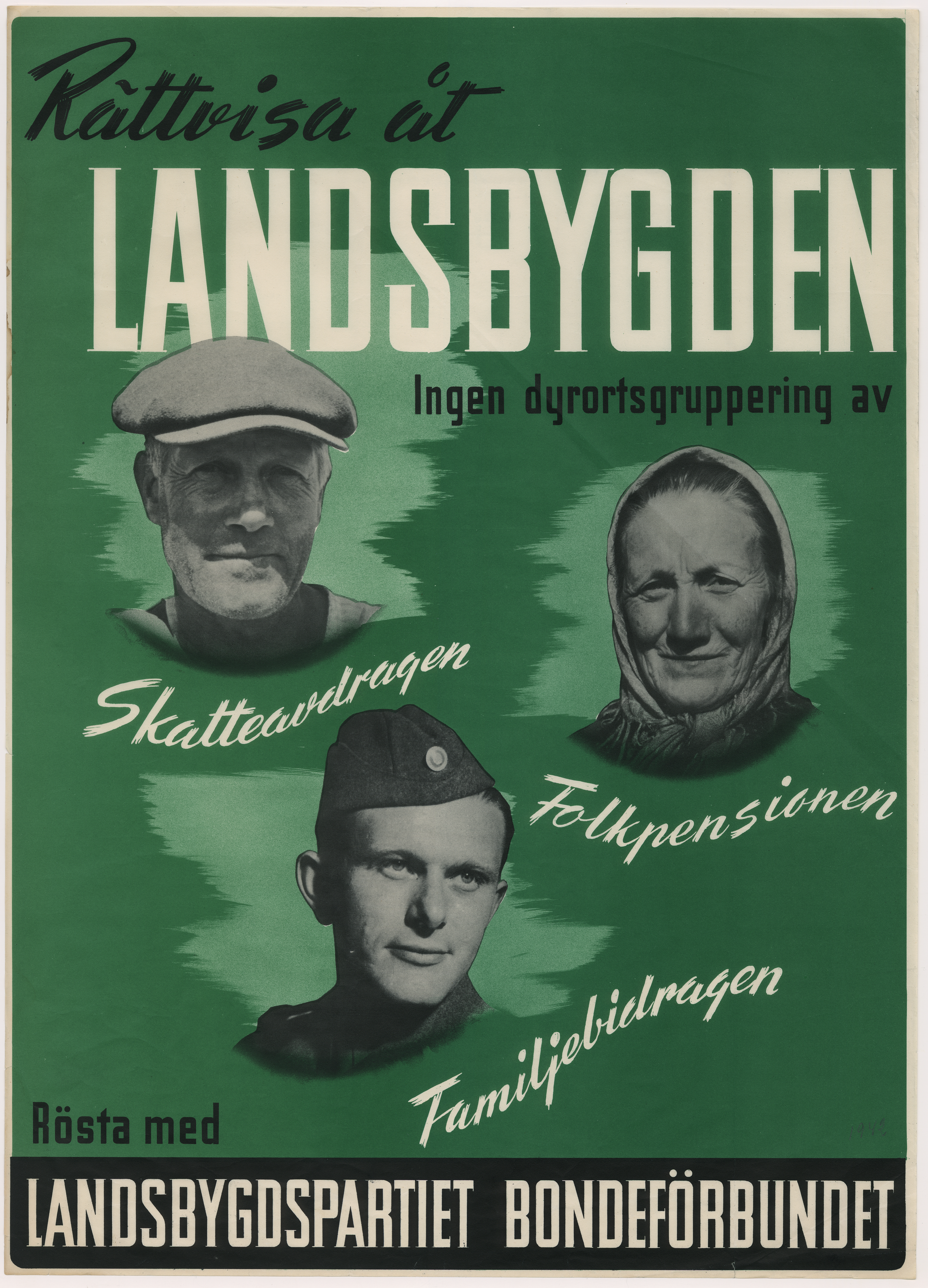
Valaffisch från 1945: "Rättvisa åt landsbygden. Ingen dyrortsgruppering av skatteavdragen, folkpensionen, familjebidragen."

### Oppositionsparti (1945–1951)
Efter krigsslutet upplöstes samlingsregeringen och Bondeförbundet blev åter ett oppositionsparti.

### Regeringsparti (1951–1957)
I ATP-frågan formulerade Bondeförbundet/centerpartiet en egen linje: "personliga frivilliglinjen". Det var den enda linje som överlämnade makten över pensionssparandet åt individerna. Socialdemokraterna förespråkade en statskollektivistisk linje medan Högerpartiet och Folkpartiet förespråkade att arbetsmarknadens parter skulle avgöra. Pensionsfrågan ledde till att Bondeförbundet lämnade regeringen 1957.

### Oppositionsparti (1957–1976)
Partiet utvecklades från ett intresseparti för landsbygden till ett idéburet med decentralisering och miljöfrågor som ledstjärna. Partiledaren Hedlund genomdrev namnbytet till först Centerpartiet Bondeförbundet och sedan enbart Centerpartiet. I och med detta fjärmade sig partiet från Socialdemokraterna. Partibeteckningen var fram till omkring 1970 (cp) och därefter enbart (c). Enligt Språkrådets rekommendation skrivs numera partibeteckning (C) med stor bokstav.

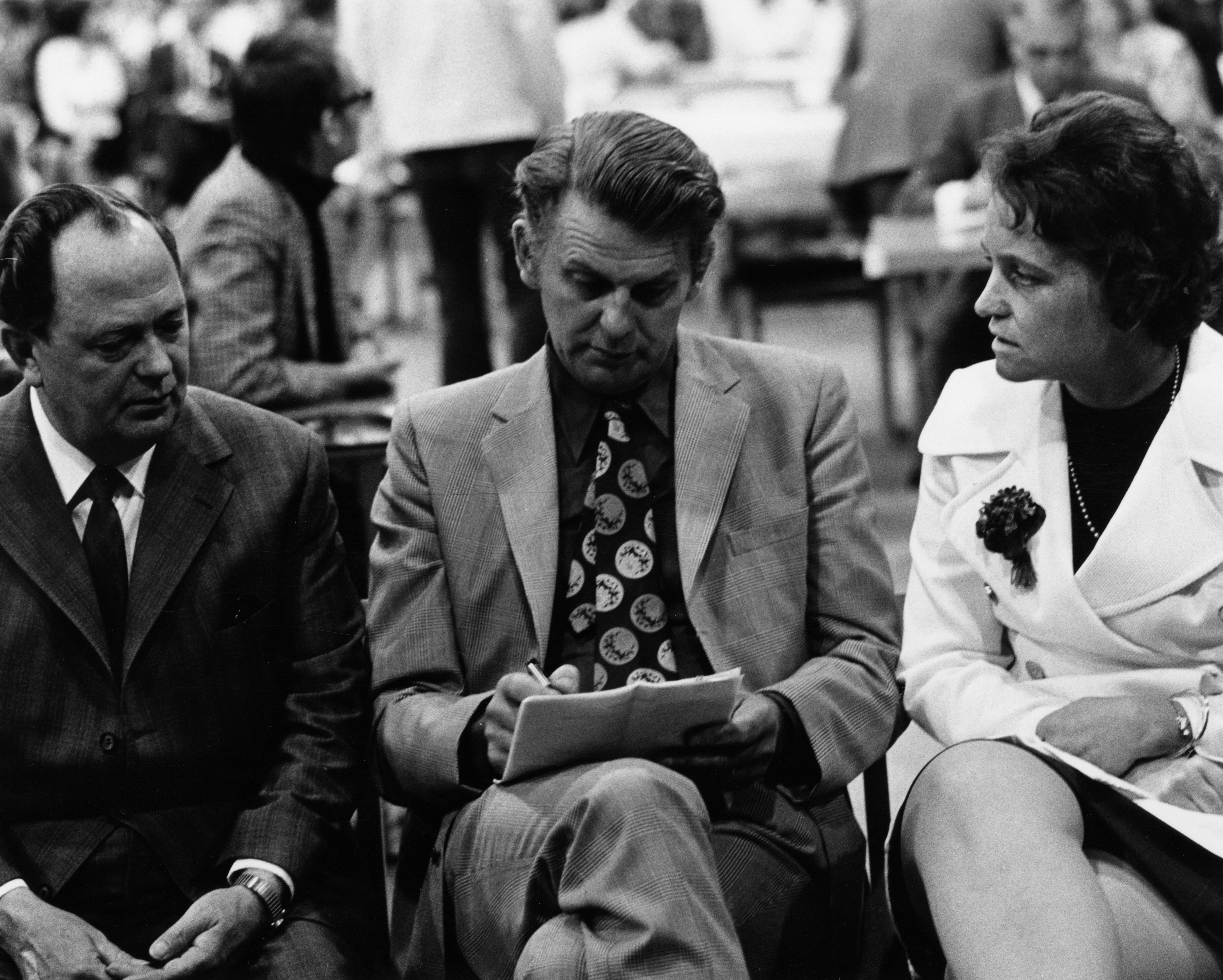
Centerpolitikerna Antonsson, Fälldin och Söder 1972.

Centerpartiet och Folkpartiet började 1962 att utveckla mittensamverkan, som kulminerade i ett försök till sammangående 1973. Hedlunds tydliga opposition mot Socialdemokraterna gav resultat och partiet växte i opinionen. Hedlunds efterträdare Thorbjörn Fälldin kunde leda partiet till att bli det största borgerliga i valet 1973. 
År 1973, ett år efter att det första svenska kärnkraftverket i Oskarshamns kommun stod klart, väckte centerpartisten Birgitta Hambraeus kärnkraftsfrågan i en motion vid partiets riksstämma. Hon fick stöd av den kärnkraftsskeptiske nobelpristagaren i fysik, Hannes Alfvén, som också deltog vid stämman. Motståndet mot kärnkraft kom sedan att bli viktigt för Centerpartiet. 

### Regeringsparti (1976–1978, 1979–1982)
Fälldin var tydlig motståndare till kärnkraft men när han efter valet 1976 bildade en trepartiregering tillsammans med Folkpartiet och Moderaterna tvingades han gå med på att ladda kärnkraftreaktorn Barsebäck 2. Oenigheten om kärnkraften ledde till regeringens avgång hösten 1978. Efter valet 1979 bildade Fälldin en ny trepartiregering. 
I folkomröstningen 1980 tog Centerpartiet ställning för Linje 3, det vill säga man förespråkade fullständig avveckling av den svenska kärnkraften inom tio år. Det fanns länge en samsyn inom partiet kring kärnkraftspolitiken.
Efter den skattepolitiska överenskommelse mellan Centerpartiet, Folkpartiet och Socialdemokraterna som kom att kallas "den underbara natten" lämnade Moderaterna regeringen i maj 1981. Fälldin fick regera vidare tillsammans med Folkpartiet och denna regering fick bland annat ta hand om en grundstött sovjetisk ubåt, U 137, i oktober 1981. 

### Oppositionsparti (1982–1991)
Efter valet 1982 befann sig partiet åter i opposition. Inför valet 1985 krävde Centerpartiet sänkt matmoms. Partiet hade också ett tekniskt samarbete med KDS och de två partierna gick till val under namnet Centern. Valet gick dock dåligt och kritiken riktades mot partiledaren Fälldin som valde att avgå. Han efterträddes av Karin Söder, som blev Sveriges första kvinnliga partiledare för ett riksdagsparti. Hennes tid som partiledare blev dock kort; hon tvingades 1987 avgå av hälsoskäl, och efterträddes av Olof Johansson.

### Regeringsparti (1991–1994)
Centerpartiet medverkade i Carl Bildts regering 1991–1994. Som miljöminister hade Johansson ansvaret för handläggningen av den då planerade Öresundsförbindelsen. När regeringen i juni 1994 beslöt att ge sitt tillstånd för projektet valde Johansson att lämna regeringen, men partiet kvarstod i koalitionen till slutet genom att övriga centerstatsråd stannade på sina poster. 

### Oppositionsparti (1994–2006)
Mellan 1995 och 1998 samarbetade Centerpartiet med den socialdemokratiska regeringen för att genomföra vissa ekonomiska reformer samt reformer för att förändra Sveriges försvar. När Johansson avgick sommaren 1998 efterträddes han av Lennart Daléus. Vid valet 1998 fick Centerpartiet ett stöd på drygt fem procent, det sämsta i partiets historia. I februari 2001 efterträddes Daléus av Maud Olofsson. 

### Alliansregeringen (2006–2014)
Partiet medverkade i Allians för Sverige inför riksdagsvalet 2006 då de med 7,9 % av rösterna blev Sveriges tredje största parti och tillsammans med de tre andra partierna i alliansen lyckades genomföra ett regeringsskifte. Den 3 mars 2006 lanserade Maud Olofsson förslaget Ungdomsavtalet, som innebär att särskilda frivilliga avtal ska kunna gälla för nyanställning av unga upp till 26 år, där arbetsgivarna ges möjlighet att säga upp ungdomar med omedelbar verkan under två år. Förslaget inspirerades av det franska contrat nouvelle embauche (CNE). Osynliga partiet protesterade mot förslaget genom bland annat fönsterkrossning och klotter. 
Centerpartiet argumenterar under 2000-talet fortfarande mot kärnkraften som energikälla. Kärnkraften beskrivs som en långsiktigt ohållbar energikälla med ofrånkomliga risker för säkerhetsproblem. Centerpartiet är emot svensk uranbrytning och beskriver problemet med slutförvaring av kärnavfall. Däremot har kravet på en kärnkraftsavveckling strukits. Kärnkraften ger, enligt Centerpartiet, en stabil energiförsörjning och bör därför finnas kvar i den svenska energiförsörjningen, tills det att den kan ersättas med andra energislag. Centerpartiet anser att det är eftersträvansvärt att samarbete finns med andra partier i just energifrågor. Centerpartiets ungdomsförbund var pådrivande bakom förändringen. Centerkvinnorna, som tidigare såg kärnkraftsmotståndet som en kvinno- och fredsfråga, har däremot inte drivit kärnkraftsfrågan under 2000-talet. Intern kritik mot förändringen finns i Centerrörelsen, tydligast artikulerad av riksdagsledamoten Solveig Ternström som år 2010 lämnade partiet i protest. Centerpartiets förändring i kärnkraftsfrågan har bidragit till att en tung politisk fråga, som tidigare splittrat borgerliga koalitionsregeringar, försvann. Centerpartiet röstade 2010 för en lagändring som möjliggör att gamla kärnkraftsreaktorer ersätts med nya.

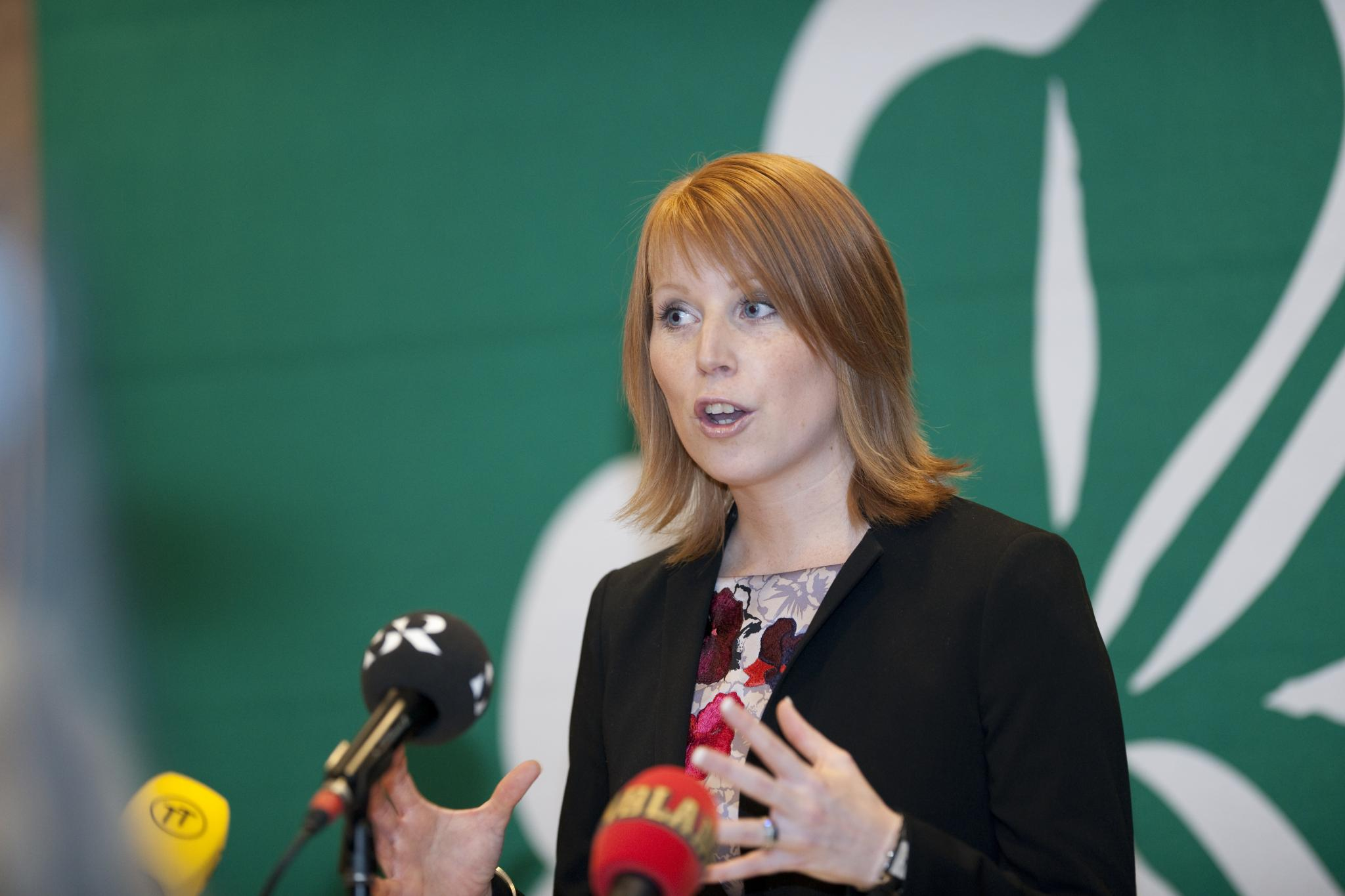
Annie Lööf i september 2011.

Då Olofsson inför partistämman 2011 hade avböjt omval valdes Annie Lööf som ny partiledare för Centerpartiet den 23 september 2011.

### Oppositionsparti (2014–)
Efter riksdagsvalet 2014 blev partiet ett oppositionsparti mot regeringen Löfven I. Riksdagsvalet 2018 ledde till en oklar parlamentarisk situation som i januari  2019 resulterade i ett samarbete mellan regeringen Löfven I bestående av Socialdemokraterna och Miljöpartiet som fick stöd av Centerpartiet och Liberalerna, vilket reglerades i Januariavtalet.

## Organisation

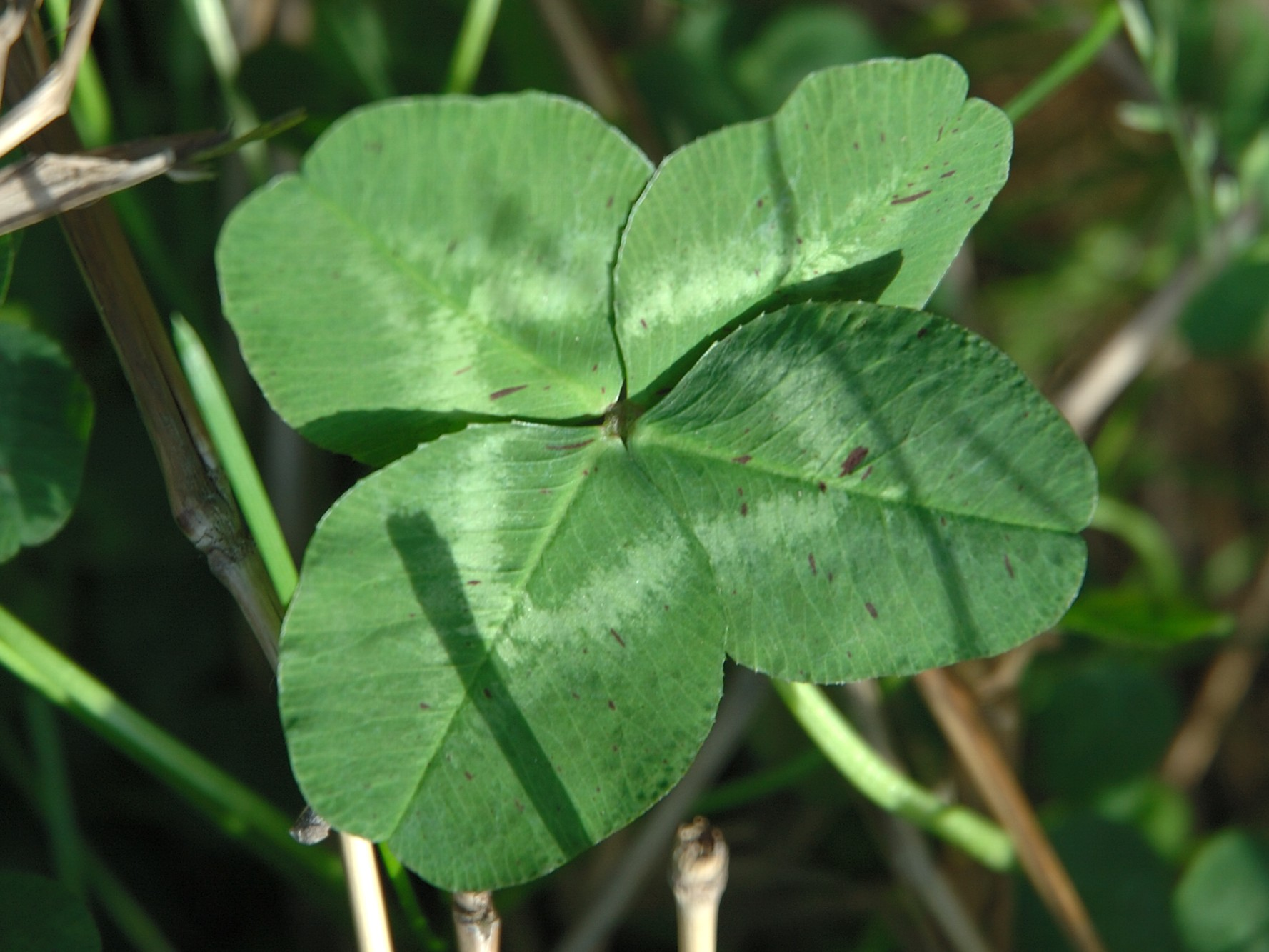
Centerpartiets partisymbol är fyrklövern

### Partisymbol
Liksom andra tidigare bonde- och agrarpartier använder Centerpartiet sig av en grön fyrklöver som partisymbol, och har så gjort sedan 1942. Inspirationen kom från den finska Centern, som i sin tur tagit intryck av polska PSL. De fyra bladen representerar Centerrörelsen, det vill säga Centerpartiet samt systerorganisationerna Centerkvinnorna, Centerpartiets ungdomsförbund och Centerstudenter.

### Medlemmar
Centerpartiet är en del av Centerrörelsen. Centerrörelsen består av fyra organisationer, utöver Centerpartiet är Centerkvinnorna, Centerpartiets Ungdomsförbund (CUF) och Centerstudenter (CS) med. Medlemskap i någon av de övriga organisationerna i centerrörelsen medför medlemsrättigheter i Centerpartiet. 
Centerpartiets medlemstal uppgick 2017 till 29 107 medlemmar, en ökning med 1 551 från 2016. Hela Centerrörelsen samlade 39 491 medlemskap år 2017, även detta en ökning från föregående år med 1 122.

### Lokalavdelningar
Centerpartiet har ett starkt lokalt stöd i många glesbygdsområden och driver på central nivå frågan om decentralisering. 
Centerpartiet är geografiskt indelat i distrikt, vilka motsvarar ett län och/eller en riksdagsvalkrets. Distriktsindelningen bestäms av partistyrelsen. Distrikten består i sin tur av centerkretsar, vilka motsvarar kommunernas geografiska område.

### Partiledare och partiordförande
| Period    | Partiordförande                                   |
| --------- | ------------------------------------------------- |
| 1916–1920 | Erik Eriksson i Spraxkya                          |
| 1920–1924 | Johan Andersson i Raklösen                        |
| 1924–1928 | Johan Johansson i Kälkebo                         |
| 1929–1934 | Olof Olsson i Kullenbergstorp                     |
| 1934–1949 | Axel Pehrsson (från 1937 Pehrsson-Bramstorp)      |
| 1949–1971 | Gunnar Hedlund                                    |
| 1971–1985 | Thorbjörn Fälldin                                 |
| 1985–1987 | Karin Söder (tillförordnad partiledare 1985–1986) |
| 1987–1998 | Olof Johansson                                    |
| 1998–2001 | Lennart Daléus                                    |
| 2001–2011 | Maud Olofsson                                     |
| 2011–2023 | Annie Lööf                                        |
| 2023–2025 | Muharrem Demirok                                  |
| 2025–     | Anna-Karin Hatt                                   |

### Partisekreterare

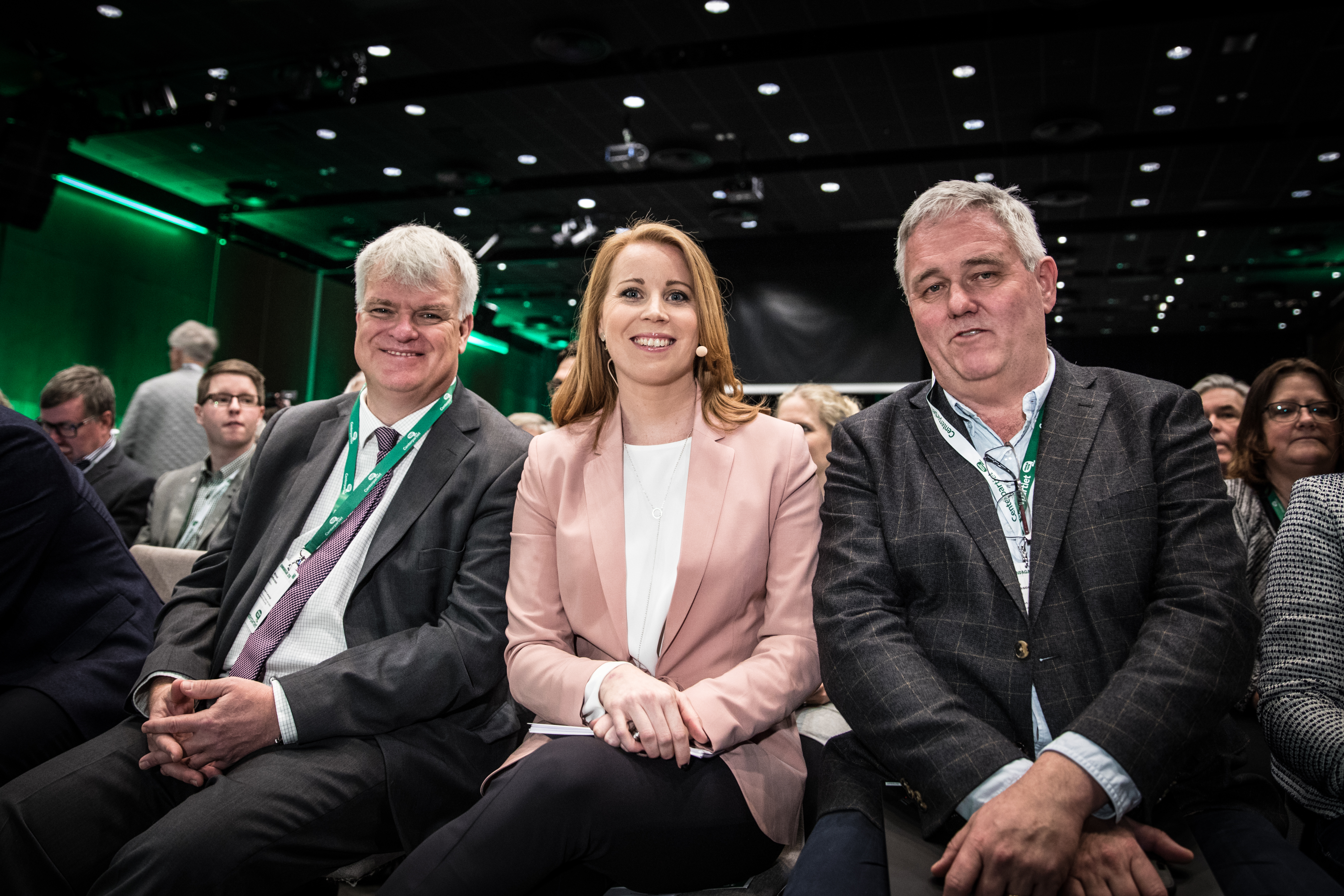
Partisekreteraren Michael Arthursson (vänster) tillsammans med partiledare Annie Lööf och gruppledaren i riksdagen Anders W. Jonsson.

| Period    | Partisekreterare                   |
| --------- | ---------------------------------- |
| 1921–1923 | Lorentz Johansson                  |
| 1923–1931 | Anton Pettersson                   |
| 1932–1938 | Bernhard Näsgård                   |
| 1938–1941 | Ferdinand Nilsson                  |
| 1941–1947 | Karl Lindegren                     |
| 1947–1951 | Lars Eliasson                      |
| 1951–1976 | Gustaf Jonnergård                  |
| 1976–1984 | Allan Pettersson                   |
| 1984–1987 | Göran Johansson                    |
| 1987–1998 | Åke Pettersson                     |
| 1998–2001 | Ola Alterå                         |
| 2001      | Åsa-Britt Karlsson (tillförordnad) |
| 2001–2006 | Jöran Hägglund                     |
| 2006–2011 | Anders Flanking                    |
| 2011–2023 | Michael Arthursson                 |
| 2023–     | Karin Ernlund (sedan 6 mars 2023)  |

### Finanser
Fördelning av Centerpartiets intäkter 2021
|  | Försäljning och lotterier (3 %) |

|  | Statligt partistöd (26 %) |

|  | Övriga intäkter (60 %) |

|  | Bidrag från närstående verksamhet (10 %) |

|  | Donationer (1 %) |

Centerpartiet äger Randello Invest AB som är ett kapitalförvaltningsbolag. Bolagets grundarkapital kom från försäljningen av Centerpressen och var då ca 1,8 miljarder kronor. 2009 tjänade Randello invest AB 123 miljoner, varav 110 lämnades till Centerpartiet. Därutöver fick Centerpartiet statsbidrag om ca 40 miljoner.
Se även: Centerpartiets redovisning

## Samverkande organisationer

### Ungdomar
Partiets ungdomsförbund heter Centerpartiets ungdomsförbund (CUF) och studentförbundet heter Centerstudenter (tidigare CHF).

### Kvinnor
Partiets kvinnoförbund heter Centerkvinnorna (CK). Den första kvinnliga riksdagsledamoten för Centerpartiet var Gerda Svensson som kom in i första kammaren 1945. År 1969 kom de första två centerkvinnorna in i andra kammaren, en av dem Gunnel Jonäng. 

### Kristna
Partiet har en nomineringsgrupp i Svenska kyrkan med partibeteckningen Centerpartiet.

### Andra grupperingar
Centerpartiet har en HBT-sammanslutning som heter Centerpartiets HBT-nätverk.

### Media
Under många år drev Centerpartiet ett stort antal lokala dagstidningar, via mediabolaget Centertidningar. Bolaget såldes dock 2005 till Mittmedia för summan 1,815 miljarder kronor och markerade därmed slutet på den svenska partiägda dagspressen. Idag äger Centerpartiet endast sin medlemstidning, tidningen C.

### Internationell samverkan
I Europaparlamentet ingick partiet 1995–2004 i den liberala gruppen Europeiska liberala, demokratiska och reformistiska partiets grupp (ELDR) och från 2004 i den utvidgade Gruppen Alliansen liberaler och demokrater för Europa (ALDE). Centerpartiet är också medlem av det europeiska partiet med samma namn. 
Globalt är partiet medlem av den Liberala internationalen.

## Valresultat

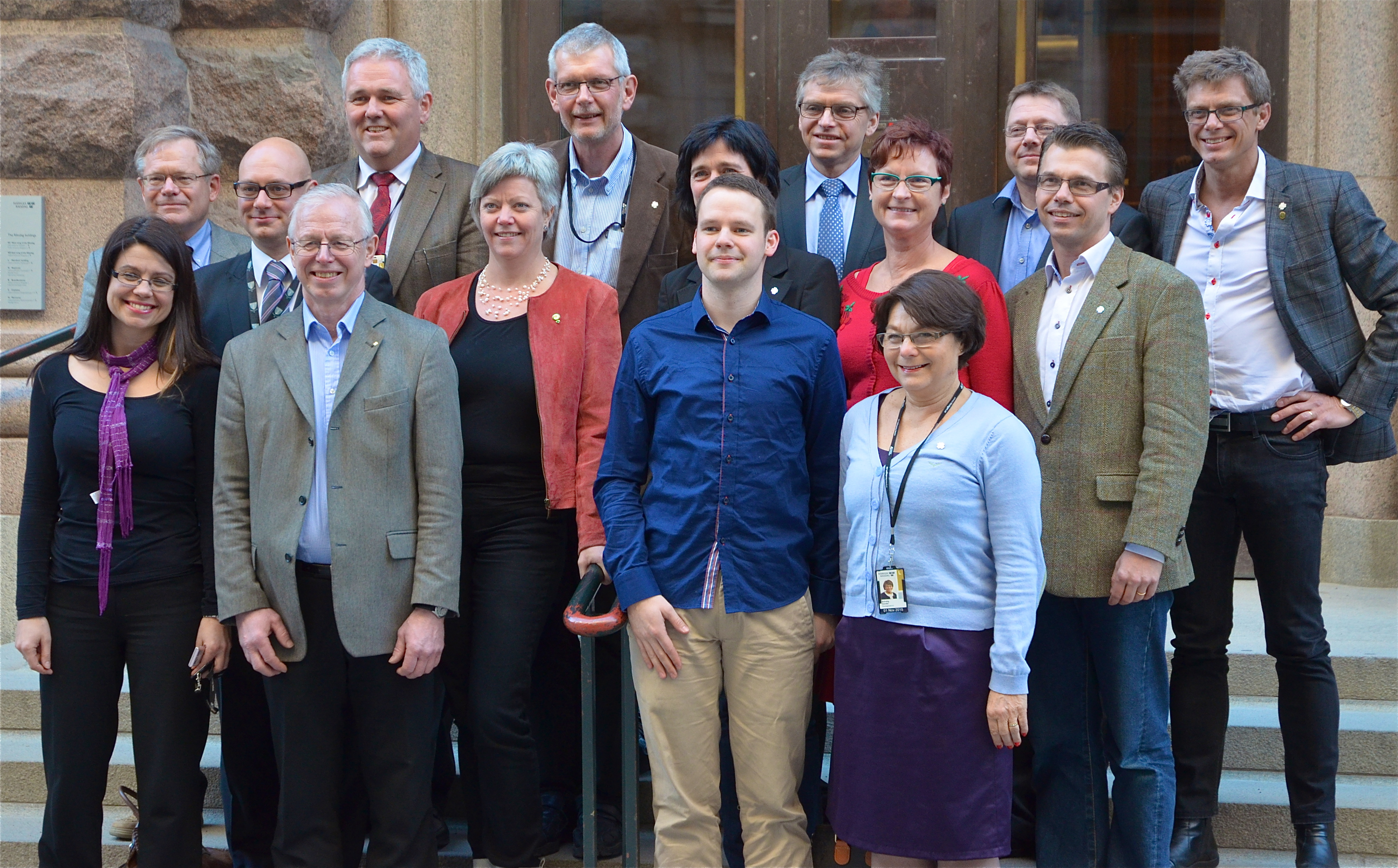
Centerpartistiska riksdagsledamöter utanför Sveriges riksdag den 13 mars 2012.

### Riksdagsval
Partiet är det femte största i riksdagen, med 24 mandat av 349, efter att ha fått 6,71 procent av rösterna i riksdagsvalet 2022. Centerpartiet hade sitt starkaste stöd i Gotlands läns (17,20 % valet 2018, 13,41 % valet 2014) och Jämtlands läns (15,36 % valet 2018, 11,33 % valet 2014) riksdagsvalkretsar. Partiet är traditionellt sett starkare i kommuner och landsting, än på det nationella planet. Centerpartiet är det tredje största partiet i kyrkomötet.
| Val  | Andel (%)    | Mandat   | Ref    |
| ---- | ------------ | -------- | ------ |
| 1921 | 11,1 procent | 21 / 230 | [ 29 ] |
| 1924 | 10,8 procent | 23 / 230 | [ 29 ] |
| 1928 | 11,2 procent | 27 / 230 | [ 29 ] |
| 1932 | 14,1 procent | 36 / 230 | [ 29 ] |
| 1936 | 14,3 procent | 36 / 230 | [ 29 ] |
| 1940 | 12,0 procent | 28 / 230 | [ 29 ] |
| 1944 | 13,6 procent | 35 / 230 | [ 29 ] |
| 1948 | 12,4 procent | 30 / 230 | [ 29 ] |
| 1952 | 10,7 procent | 26 / 230 | [ 29 ] |
| 1956 | 9,4 procent  | 19 / 231 | [ 29 ] |
| 1958 | 12,7 procent | 32 / 231 | [ 29 ] |
| 1960 | 13,6 procent | 34 / 232 | [ 29 ] |
| 1964 | 13,2 procent | 33 / 233 | [ 29 ] |
| 1968 | 15,7 procent | 37 / 233 | [ 29 ] |
| 1970 | 19,9 procent | 71 / 350 | [ 29 ] |
| 1973 | 25,1 procent | 90 / 350 | [ 30 ] |
| 1976 | 24,1 procent | 86 / 349 | [ 30 ] |
| 1979 | 18,1 procent | 64 / 349 | [ 30 ] |
| 1982 | 15,5 procent | 56 / 349 | [ 30 ] |
| 1985 | 12,4 procent | 44 / 349 | [ 30 ] |
| 1988 | 11,3 procent | 42 / 349 | [ 30 ] |
| 1991 | 8,5 procent  | 31 / 349 | [ 30 ] |
| 1994 | 7,7 procent  | 27 / 349 | [ 30 ] |
| 1998 | 5,1 procent  | 18 / 349 | [ 30 ] |
| 2002 | 6,2 procent  | 22 / 349 | [ 30 ] |
| 2006 | 7,9 procent  | 29 / 349 | [ 30 ] |
| 2010 | 6,6 procent  | 23 / 349 | [ 30 ] |
| 2014 | 6,1 procent  | 22 / 349 | [ 30 ] |
| 2018 | 8,6 procent  | 31 / 349 | [ 30 ] |
| 2022 | 6,7 procent  | 24 / 349 | [ 30 ] |

#### Resultat i riksdagsval per kommun

Resultat i riksdagsvalet 2022 på kommunnivå.

1973.
1976.
1979.
1982.
1985 (som Centern).
1988.
1991.
1994.
1998.
2002.
2006.
2010.
2014.
2018.

### Landstingsval
| Val  | Andel (%)    | Ref    |
| ---- | ------------ | ------ |
| 1973 | 25,2 procent | [ 31 ] |
| 1976 | 23,2 procent | [ 31 ] |
| 1979 | 18,6 procent | [ 31 ] |
| 1982 | 16,0 procent | [ 31 ] |
| 1985 | 12,0 procent | [ 31 ] |
| 1988 | 12,4 procent | [ 31 ] |
| 1991 | 11,0 procent | [ 31 ] |
| 1994 | 9,4 procent  | [ 31 ] |
| 1998 | 6,7 procent  | [ 31 ] |
| 2002 | 7,0 procent  | [ 31 ] |
| 2006 | 7,9 procent  | [ 31 ] |
| 2010 | 6,2 procent  | [ 31 ] |
| 2014 | 6,3 procent  | [ 31 ] |
| 2018 | 8,4 procent  | [ 31 ] |
| 2022 | 6,3 procent  | [ 31 ] |

### Kommunalval
| Val  | Andel (%)    | Ref    |
| ---- | ------------ | ------ |
| 1973 | 23,7 procent | [ 31 ] |
| 1976 | 22,1 procent | [ 32 ] |
| 1979 | 17,7 procent | [ 32 ] |
| 1982 | 15,3 procent | [ 32 ] |
| 1985 | 12,0 procent | [ 32 ] |
| 1988 | 12,5 procent | [ 32 ] |
| 1991 | 11,2 procent | [ 32 ] |
| 1994 | 10,1 procent | [ 32 ] |
| 1998 | 8,2 procent  | [ 32 ] |
| 2002 | 8,6 procent  | [ 32 ] |
| 2006 | 9,1 procent  | [ 32 ] |
| 2010 | 7,6 procent  | [ 32 ] |
| 2014 | 7,8 procent  | [ 32 ] |
| 2018 | 9,7 procent  | [ 32 ] |
| 2022 | 7,7 procent  | [ 32 ] |

### Europaparlamentsval

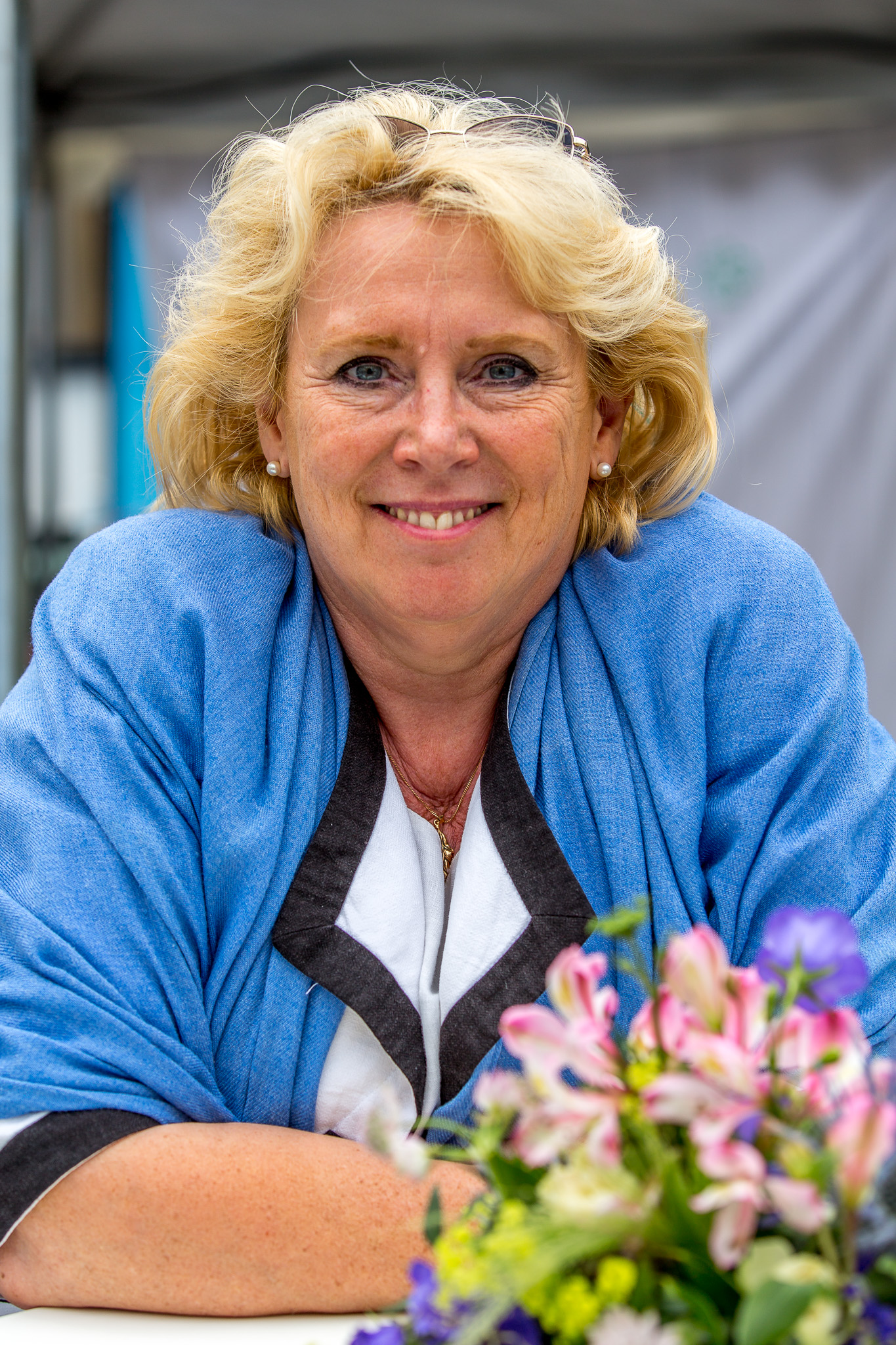
Lena Ek var Centerpartiets EU-parlamentariker från 2004 till 2011.

I Europaparlamentsvalet 2019 erhöll Centerpartiet 10,8 procent av väljarnas röster och fick därmed två mandat i parlamentet. I EU-valet 2024 fick de 7,3 procent av rösterna, men behöll båda sina mandat.
| Val  | Andel (%)     | Mandat | Valda ledamöter                    | Ref    |
| ---- | ------------- | ------ | ---------------------------------- | ------ |
| 1995 | 7,2 procent   | 2 / 22 | Karl Erik Olsson, Hans Lindqvist   | [ 34 ] |
| 1999 | 6,0 procent   | 1 / 22 | Karl Erik Olsson                   | [ 34 ] |
| 2004 | 6,3 procent   | 1 / 19 | Lena Ek                            | [ 34 ] |
| 2009 | 5,5 procent   | 1 / 18 | Lena Ek                            | [ 34 ] |
| 2014 | 6,5 procent   | 1 / 20 | Fredrick Federley                  | [ 34 ] |
| 2019 | 10,78 procent | 2 / 20 | Fredrick Federley, Abir Al-Sahlani | [ 35 ] |
| 2024 | 7,29 procent  | 2 / 21 | Emma Wiesner, Abir Al-Sahlani      | [ 33 ] |

## Regeringar
Centerpartiet har varit i regeringsställning nio gånger sedan partiets bildande. Av dessa har fyra regeringar letts av centerpartistiska statsministrar, tre av socialdemokratiska statsministrar och två av moderata statsministrar. Centerpartiet är det parti efter Socialdemokraterna som varit i regeringsställning flest antal år.
| Regering                      | Period    |
| ----------------------------- | --------- |
| Regeringen Pehrsson-Bramstorp | 1936      |
| Regeringen Hansson II         | 1936–1939 |
| Regeringen Hansson III        | 1939–1945 |
| Regeringen Erlander II        | 1951–1957 |
| Regeringen Fälldin I          | 1976–1978 |
| Regeringen Fälldin II         | 1979–1981 |
| Regeringen Fälldin III        | 1981–1982 |
| Regeringen Bildt              | 1991–1994 |
| Regeringen Reinfeldt          | 2006–2014 |

### Statsministrar
Partiet har haft två statsministrar:
- Axel Pehrsson-Bramstorp, 1936 (3 månader)
- Torbjörn Fälldin, 1976–1978, 1979–1982 (5 år)

### Ministrar
Förutom de två statsministrarna, Axel Pehrsson-Bramstorp och Thorbjörn Fälldin, har Centerpartiet haft ett stort antal statsråd i de olika regeringar som de suttit i. Bland de mer kända märks:
- Gunnar Hedlund, inrikesminister 1951–1957
- Karin Söder, utrikesminister 1976–1978 och socialminister 1979–1982
- Karl Erik Olsson, jordbruksminister 1991–1994
- Eskil Erlandsson, jordbruksminister 2006–2010 och landsbygdsminister 2010–2014
- Andreas Carlgren, miljöminister 2006–2011
- Maud Olofsson, näringsminister 2006–2011 och vice statsminister 2006–2010
- Anna-Karin Hatt, IT-minister 2010–2014, regionminister 2010–2011 och energiminister 2011–2014
- Annie Lööf, näringsminister 2011–2014
- Lena Ek, miljöminister 2011–2014

### Reformer
Centerpartiet har varit med om att genomdriva att antal nationella reformer:
- Samkönade äktenskap[37]
- Införandet av särbeskattning, istället för sambeskattning
- Införande av barnbidrag[38]
- Nioårig enhetsskola, (grundskola)[38]
- Sänkt pensionsålder, 65 år[39]
- Kognatisk tronföljd[40]
- Införandet av en ny lärlingsanställnings-reform
- Infört RUT- och ROT-avdrag[41]
- Fem stycken jobbskatteavdrag
- Införandet av en jämställdhetsbonus
- Bredbandssatsning på landsbygden
- Liberaliseringen av alkohollagen
- Sänkt restaurangmoms från 25 till 12 procent.
- Avskaffandet av kårobligatoriet[42]
- Avskaffandet av apoteksmonopolet
- Sänkt bolagsskatt[43]